# Olivier Salahadin
Olivier Salahadin ou Olivier Saladin, né au manoir de Kermadec en Pencran, mort 1353 à Nantes, est un prélat français du XIVe siècle.

## Biographie
Salahadin, docteur en théologie, ancien recteur de l'université de Paris depuis 1318, doyen du chapitre de Notre-Dame de Paris, réside à la curie lorsqu'il est fait évêque de Nantes par le pape Benoit XII le 14 juillet 1340, en opposition avec Guillaume de Machecoul (1280-1345), prêtre, élu du chapitre de chanoines de Nantes. Ce prélat tient une synode à Nantes et fait  cinq statuts, dont les deux premiers sont contre les prêtres concubinaires; les autres ordonnent la publication des bans avant le mariage de dénoncer et excommunier les sorciers et les sorcières.